# 栗東市
栗東市（日语：／ Rittō shi */?）為位於日本滋賀縣西南部的城市，市名「栗東」則是取自位於栗太郡東部之原因。北部地勢平坦，南部為山區，名神高速公路、東海道本線和草津線通過市內，自當地前往京都市僅需半小時，因而近年來持續吸引人口入住，屬於京都都市圈的範圍內。
栗東市長期以租稅優惠吸引企業進駐，松下電器、石田、大都電子、日清食品、積水化學工業、東洋紡、聯合、FamilyMart等企業在此都設有製造據點。日本中央競馬會在栗東市也設有栗東練馬中心，占地約152公頃，為提供給關西地區練馬師的訓練場地，最多可收容2,300隻馬匹，並提供約4,000位訓練人員居住。

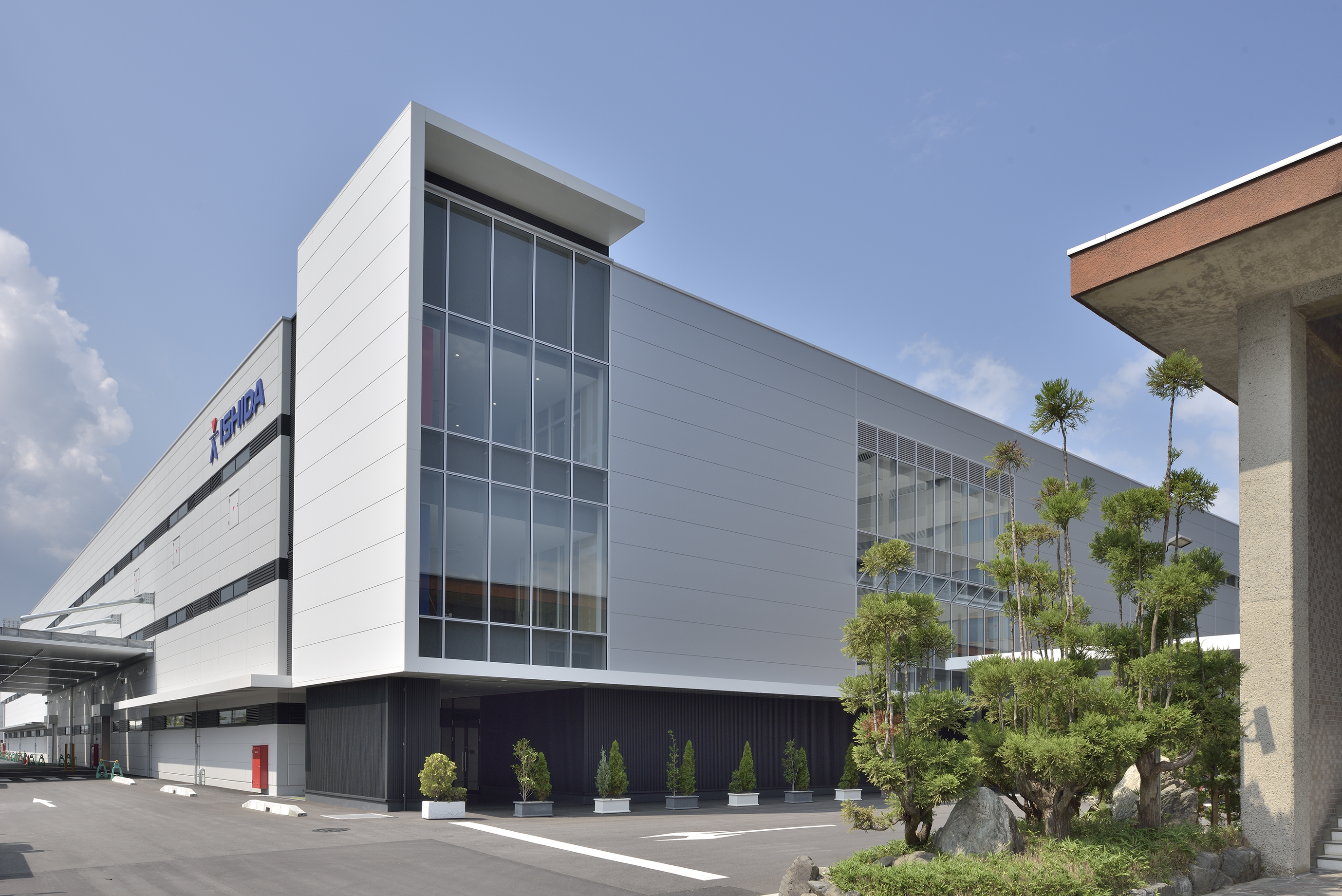
石田滋賀事業所
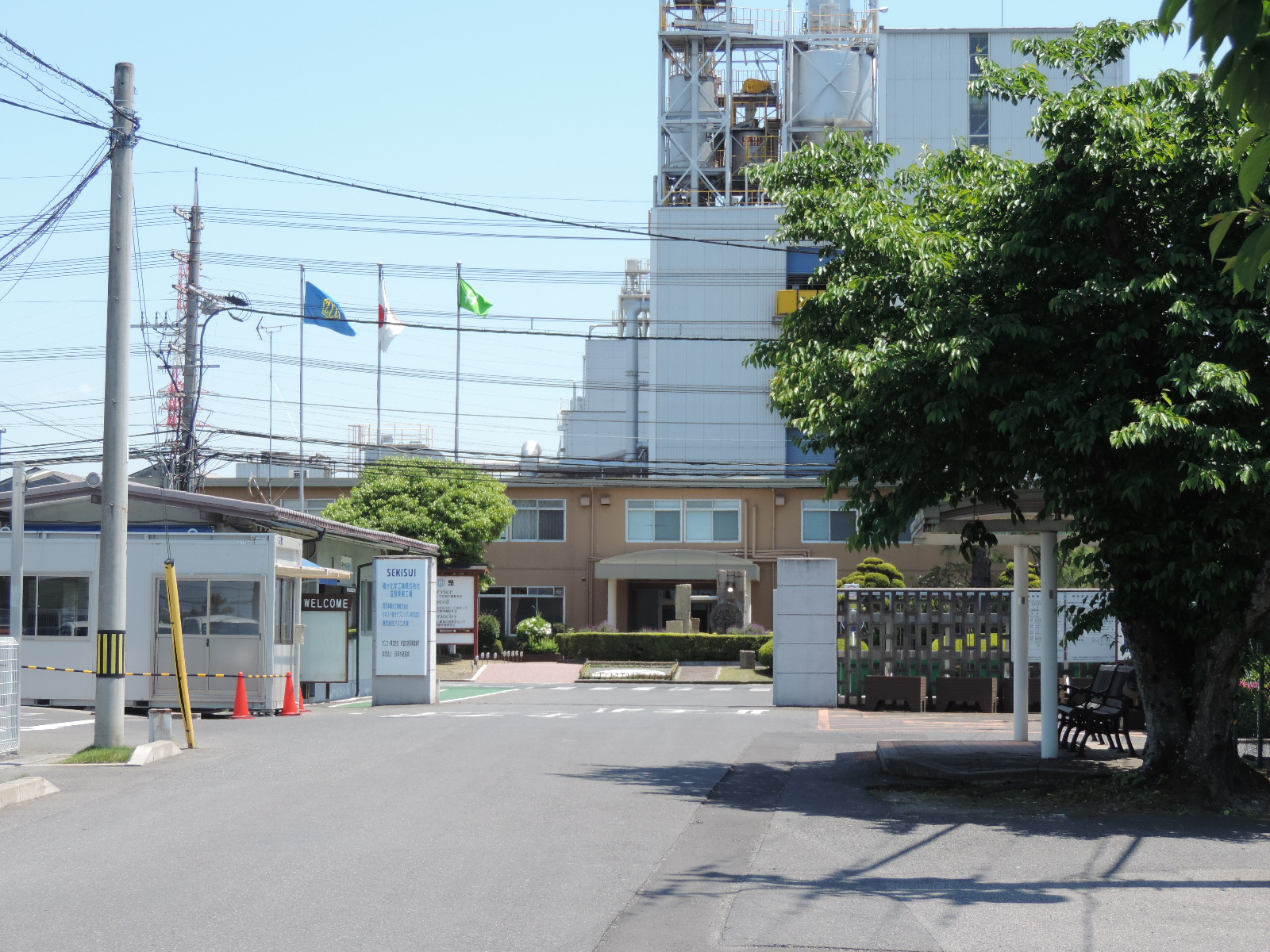
積水化學工業滋賀栗東工廠
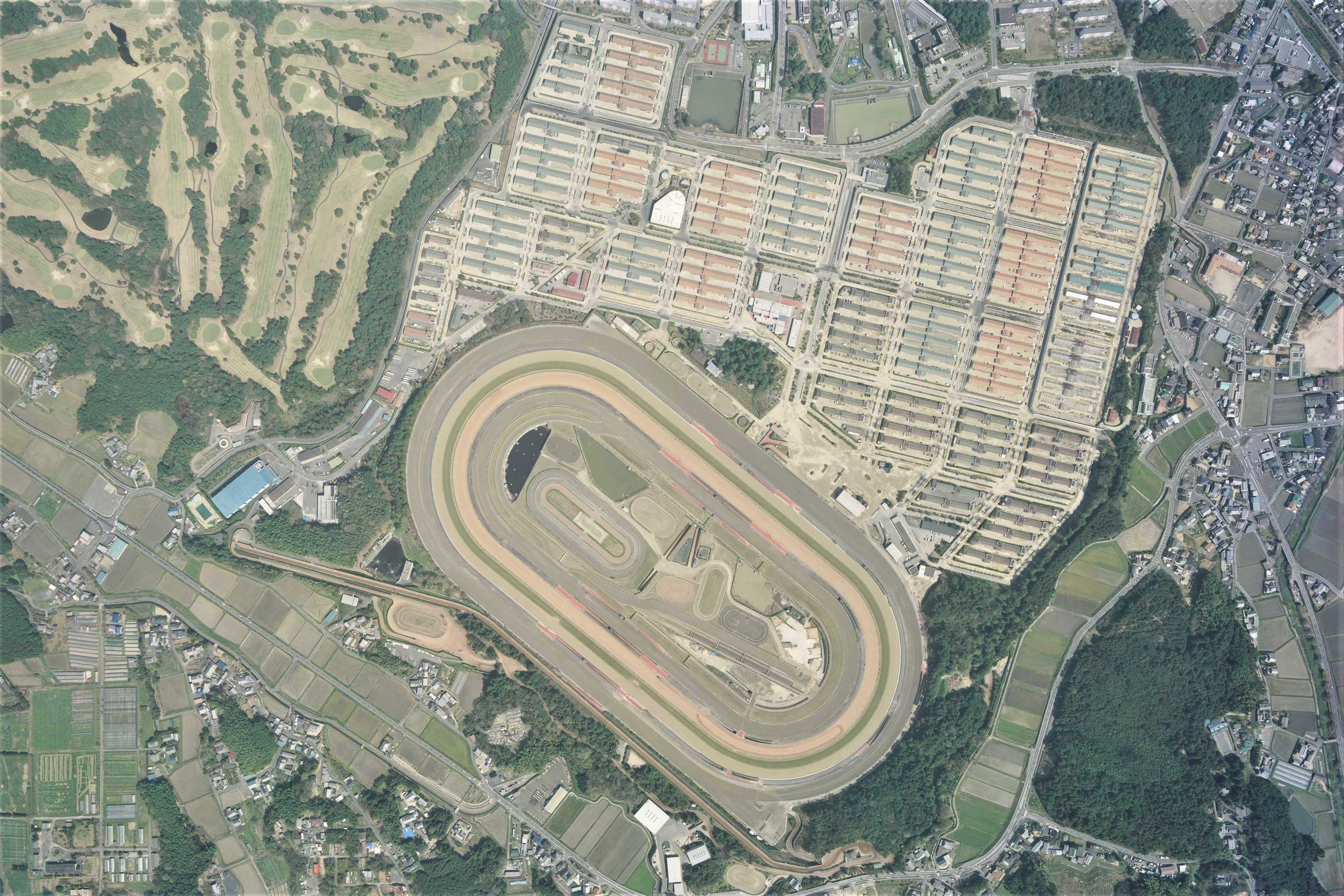
栗東練馬中心空照圖

## 人口
| 栗東市人口分布圖 |                                               |  |
| 栗東市與日本全國年齡別人口分布比較圖 （2005年資料） | 栗東市的年齡、男女別人口分布圖 （2005年資料） |  |
| ■紫色是栗東市 ■綠色是全国 | ■藍色是男性 ■紅色是女性                       |  |
| 栗東市人口變化 \| 1970年 \| 23,031人 \| \| \| 1975年 \| 32,496人 \| \| \| 1980年 \| 37,033人 \| \| \| 1985年 \| 41,827人 \| \| \| 1990年 \| 45,049人 \| \| \| 1995年 \| 48,759人 \| \| \| 2000年 \| 54,856人 \| \| \| 2005年 \| 59,869人 \| \| \| 2010年 \| 63,655人 \| \| \| 2015年 \| 66,749人 \| \| \| 2020年 \| 68,820人 \| \| |                                               |  |
| 資料來源：日本總務省統計中心提供之人口普查數據 |                                               |  |
| 1970年 | 23,031人                                      |  |
| 1975年 | 32,496人                                      |  |
| 1980年 | 37,033人                                      |  |
| 1985年 | 41,827人                                      |  |
| 1990年 | 45,049人                                      |  |
| 1995年 | 48,759人                                      |  |
| 2000年 | 54,856人                                      |  |
| 2005年 | 59,869人                                      |  |
| 2010年 | 63,655人                                      |  |
| 2015年 | 66,749人                                      |  |
| 2020年 | 68,820人                                      |  |

## 历史
栗東市的轄區過去在令制國時代屬於近江國栗太郡，11世紀時，境內有許多包括延暦寺在內屬於天台宗寺院的莊園；在江戶時代此地被分割為眾多領地，包括膳所藩、淀藩、前橋藩、三上藩、伯太藩在此都有領地，幕府在此也有直屬領、旗本領及寺社領。
19世紀末明治維新後，原先的幕府直屬領及旗本領先後改隸屬大津裁判所及大津縣，其他原本屬於各藩的區域則在1871年實施廢藩置縣後，改隸屬膳所縣、淀縣、前橋縣、伯太縣；不過在僅四個月之後的府縣整併中，郡內全數區域都被併入大津縣，而大津縣又在一個月後更名為滋賀縣。
1889年日本實施町村制，現在的栗東市轄區在當時分屬金勝村、葉山村、治田村、大寶村共四個行政區劃；1954年這四個村合併為栗東町，2001年升格改制為栗東市。

### 變遷表
| 1889年4月1日 | 1889年 - 1912年 | 1912年 - 1944年 | 1945年 - 1954年            | 1955年 - 1989年            | 1989年 - 現在              | 現在                       |
| ------------ | --------------- | --------------- | -------------------------- | -------------------------- | -------------------------- | -------------------------- |
| 金勝村       | 金勝村          | 金勝村          | 1954年10月1日 合併為栗東町 | 1954年10月1日 合併為栗東町 | 2001年10月1日 改制為栗東市 | 2001年10月1日 改制為栗東市 |
| 葉山村       |                 |                 | 1954年10月1日 合併為栗東町 | 1954年10月1日 合併為栗東町 | 2001年10月1日 改制為栗東市 | 2001年10月1日 改制為栗東市 |
| 治田村       |                 |                 | 1954年10月1日 合併為栗東町 | 1954年10月1日 合併為栗東町 | 2001年10月1日 改制為栗東市 | 2001年10月1日 改制為栗東市 |
| 大寶村       |                 |                 | 1954年10月1日 合併為栗東町 | 1954年10月1日 合併為栗東町 | 2001年10月1日 改制為栗東市 | 2001年10月1日 改制為栗東市 |

## 行政

### 歴任市長
| 屆         | 姓名       | 上任日期       | 卸任日期       | 備註               |
| 栗東町町長 | 栗東町町長 | 栗東町町長     | 栗東町町長     | 栗東町町長         |
| ---------- | ---------- | -------------- | -------------- | ------------------ |
|            | 豬飼峯隆   | 1982年10月31日 | 1986年10月30日 |                    |
|            | 豬飼峯隆   | 1986年10月31日 | 1990年10月30日 |                    |
|            | 豬飼峯隆   | 1990年10月31日 | 1994年10月30日 |                    |
|            | 豬飼峯隆   | 1994年10月31日 | 1998年10月31日 |                    |
|            | 豬飼峯隆   | 1998年10月31日 | 2001年9月30日  | 栗東町升格為栗東市 |
| 栗東市市長 |            |                |                |                    |
| 1          | 豬飼峯隆   | 2001年10月1日  | 2002年11月17日 | 接續先前町長任期   |
| 2          | 國松正一   | 2002年11月18日 | 2006年11月17日 |                    |
| 3          | 國松正一   | 2006年11月18日 | 2010年11月17日 |                    |
| 4          | 野村昌弘   | 2010年11月18日 | 2014年11月17日 |                    |
| 5          | 野村昌弘   | 2014年11月18日 | 2018年11月17日 |                    |
| 6          | 野村昌弘   | 2018年11月18日 | 現任           |                    |

## 交通

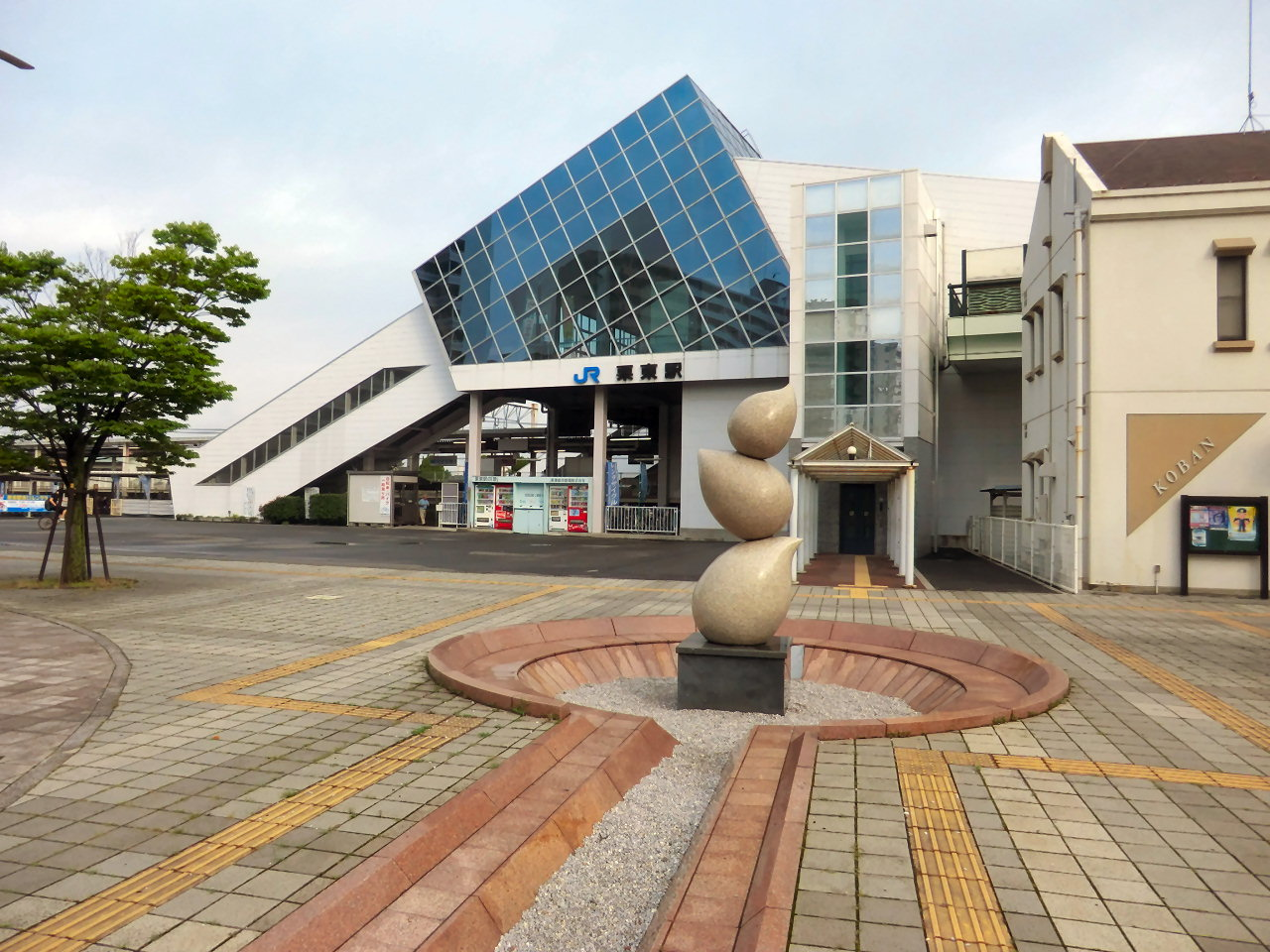
栗東車站東口

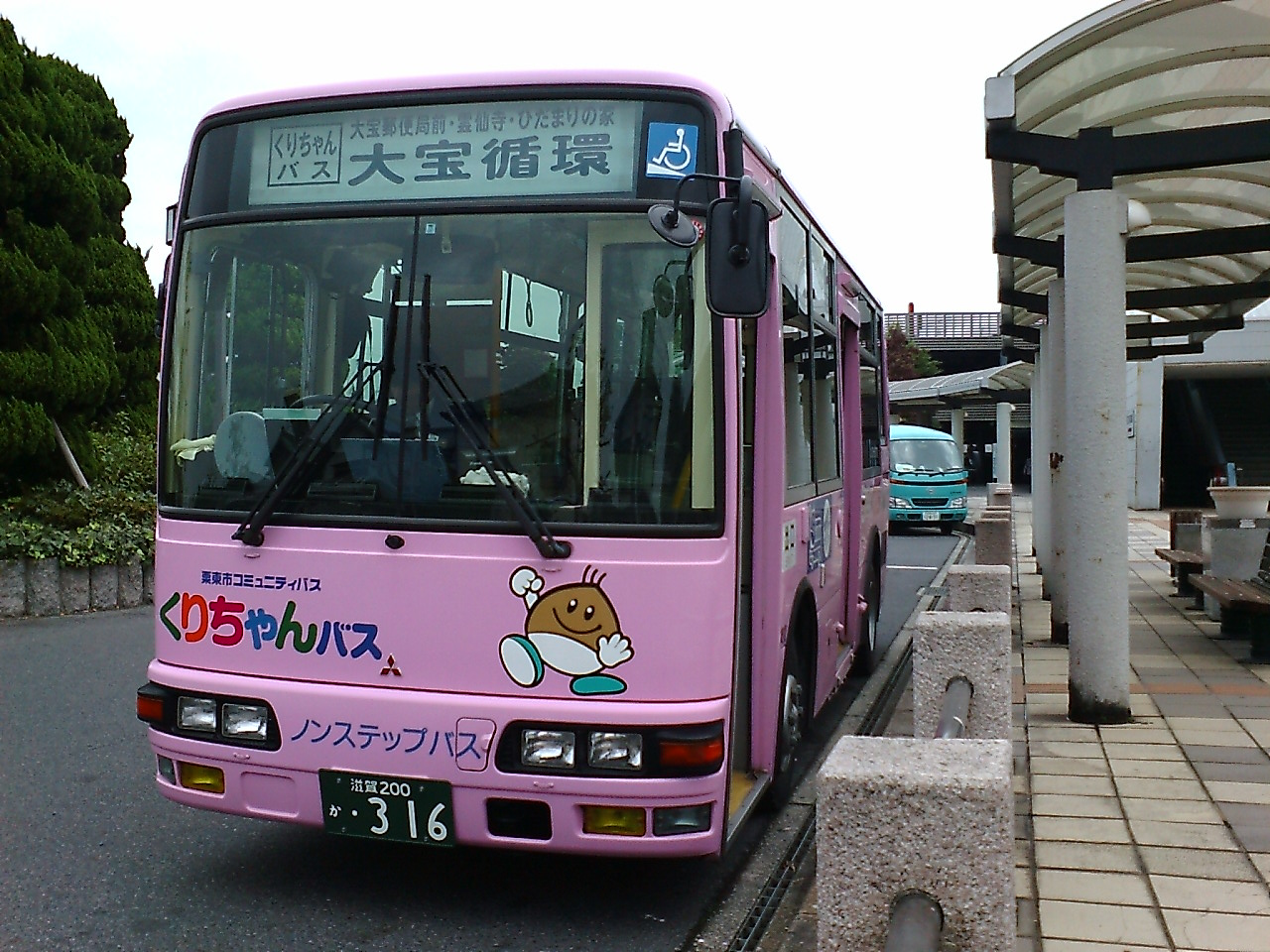
停靠於栗東車站前的栗醬巴士

轄內有西日本旅客鐵道的東海道本線及草津線通過，但這兩條鐵路必須在西側草津市內的草津車站才能換乘；名神高速公路也從市區中通過，並設有兩個交流道，新名神高速公路其實也有從南部的山區間通過，通過轄內的路段雖然有近四公里長，但幾乎都在金勝山隧道中。
市內的客運路線帝產湖南交通、近江鐵道巴士、滋賀交通三家業者在經營，此外市政府也有開設栗醬巴士的社區巴士。

### 鐵路
- 西日本旅客鐵道
  - 東海道本線（琵琶湖線）：（←守山市） - 栗東車站 - （草津市→）
  - 草津線：（←湖南市） - 手原車站 - （草津市）

### 公路
高速公路
- 名神高速公路：（湖南市） - 栗東湖南交流道 - 栗東交流道 - （草津市）

## 觀光

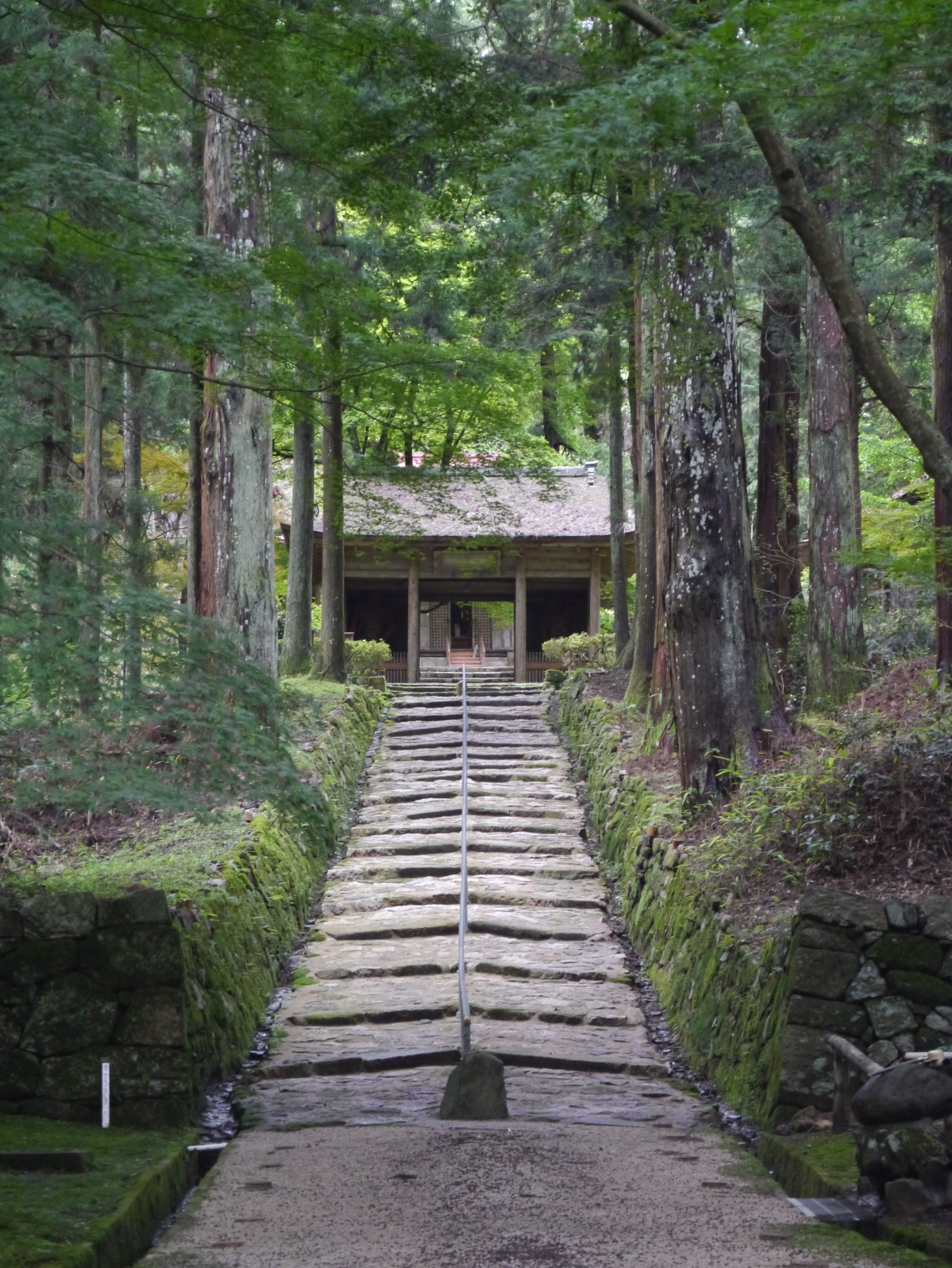
金勝寺

栗東市在1989年仿造近江八景選出了栗東八景，包括：
- 青麥的薰風　位於大寶神社
- 彼岸的繁華　位於新善光寺
- 泉面的雪花　位於東方山安養寺
- 積日的海道與城跡　位於舊和中散本舗（江戶時代的藥屋）
- 拂曉的駒音　位於栗東練馬場
- 飛翔的羽音　位於栗東自然觀察之森
- 夏清讀幽玄　位於金勝寺（日语：金勝寺 (栗東市)）
- 陽春的風光　位於金勝山縣民之森

## 教育
市內並沒有高等教育學校，高中也只有滋賀縣立栗東高等學校及滋賀縣立國際情報高等學校兩間，此外還有滋賀縣唯一一所的聾啞學校滋賀縣立聾話學校。

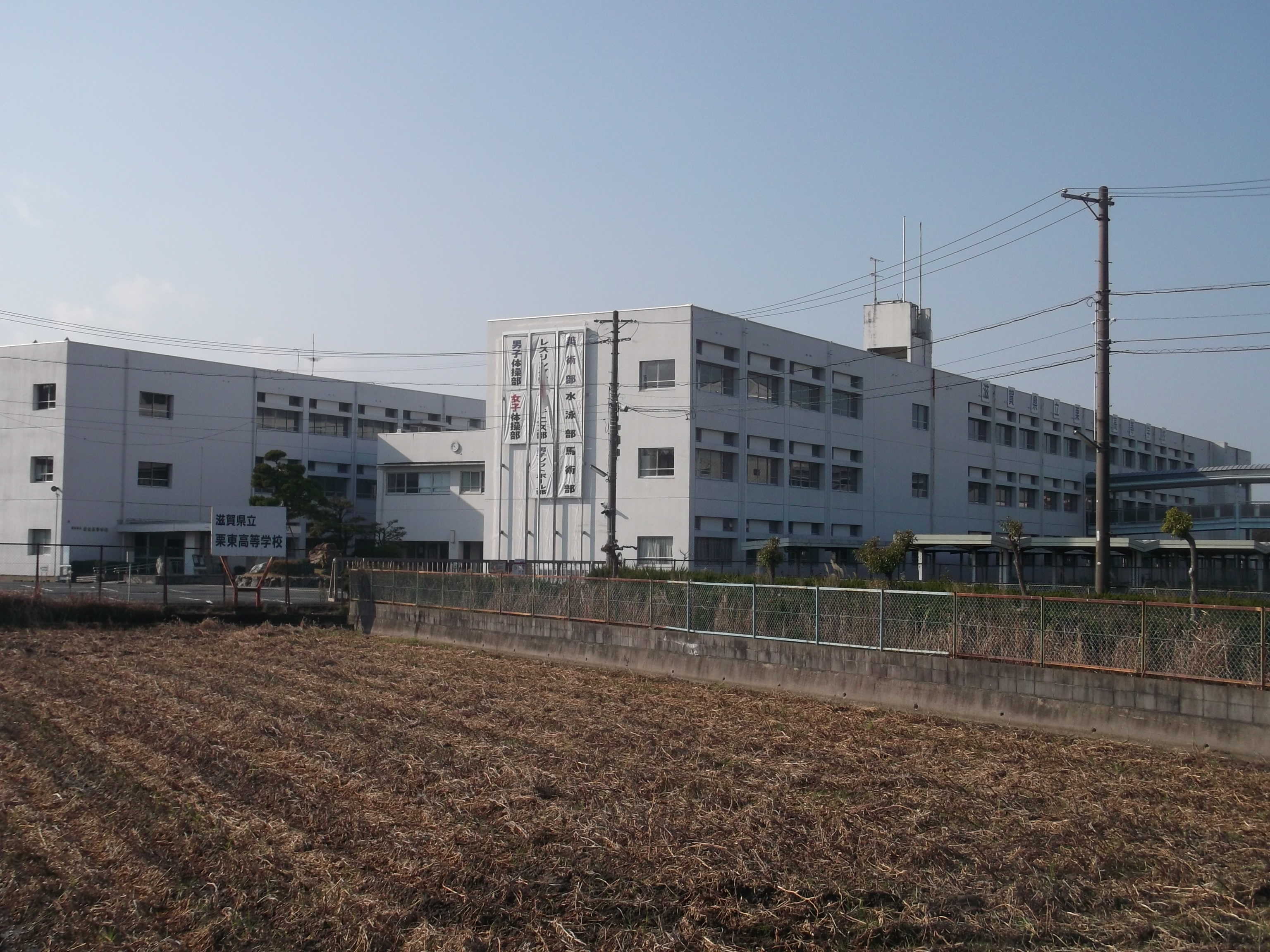
縣立栗東高等學校
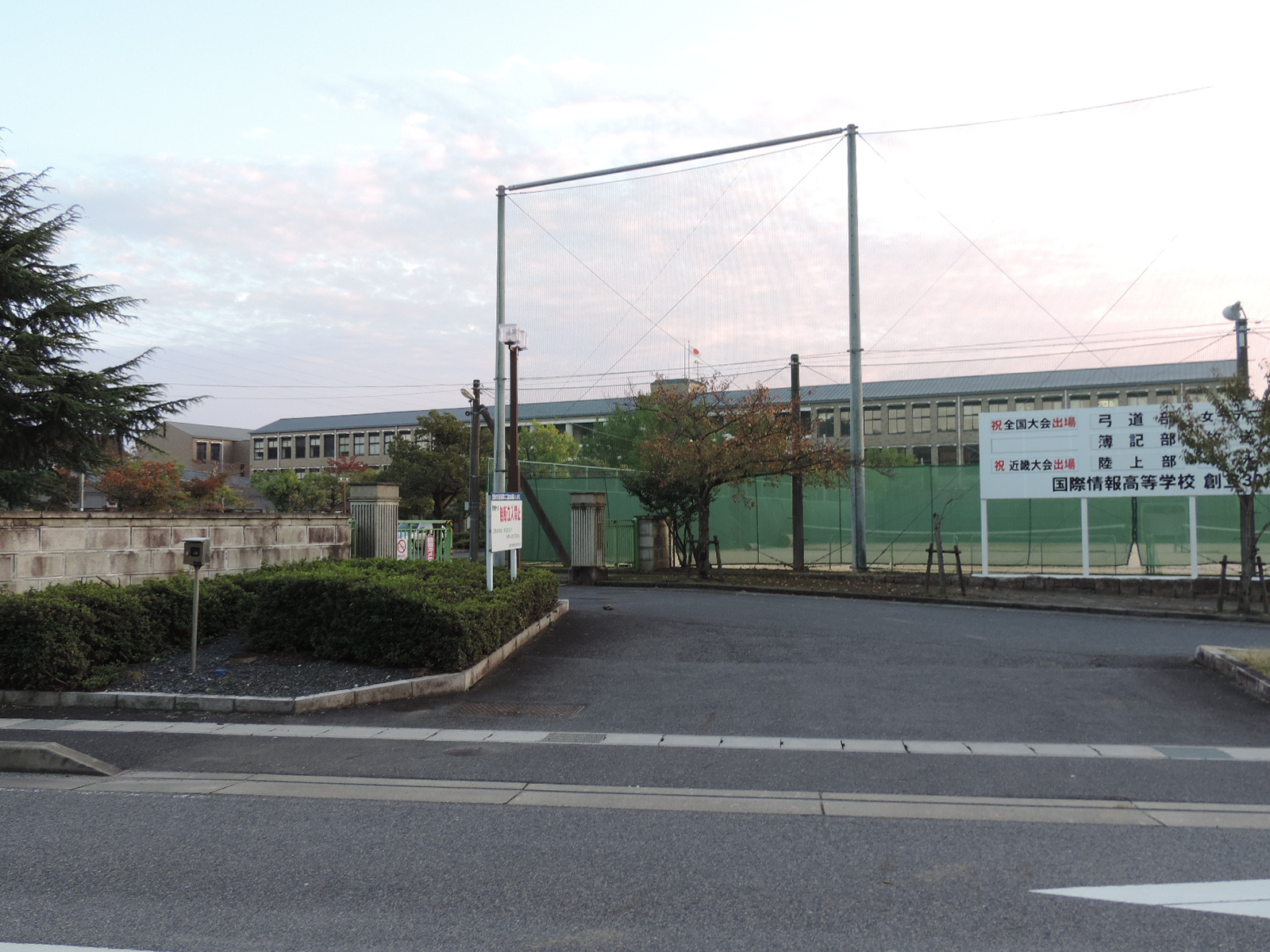
縣立國際情報高等學校
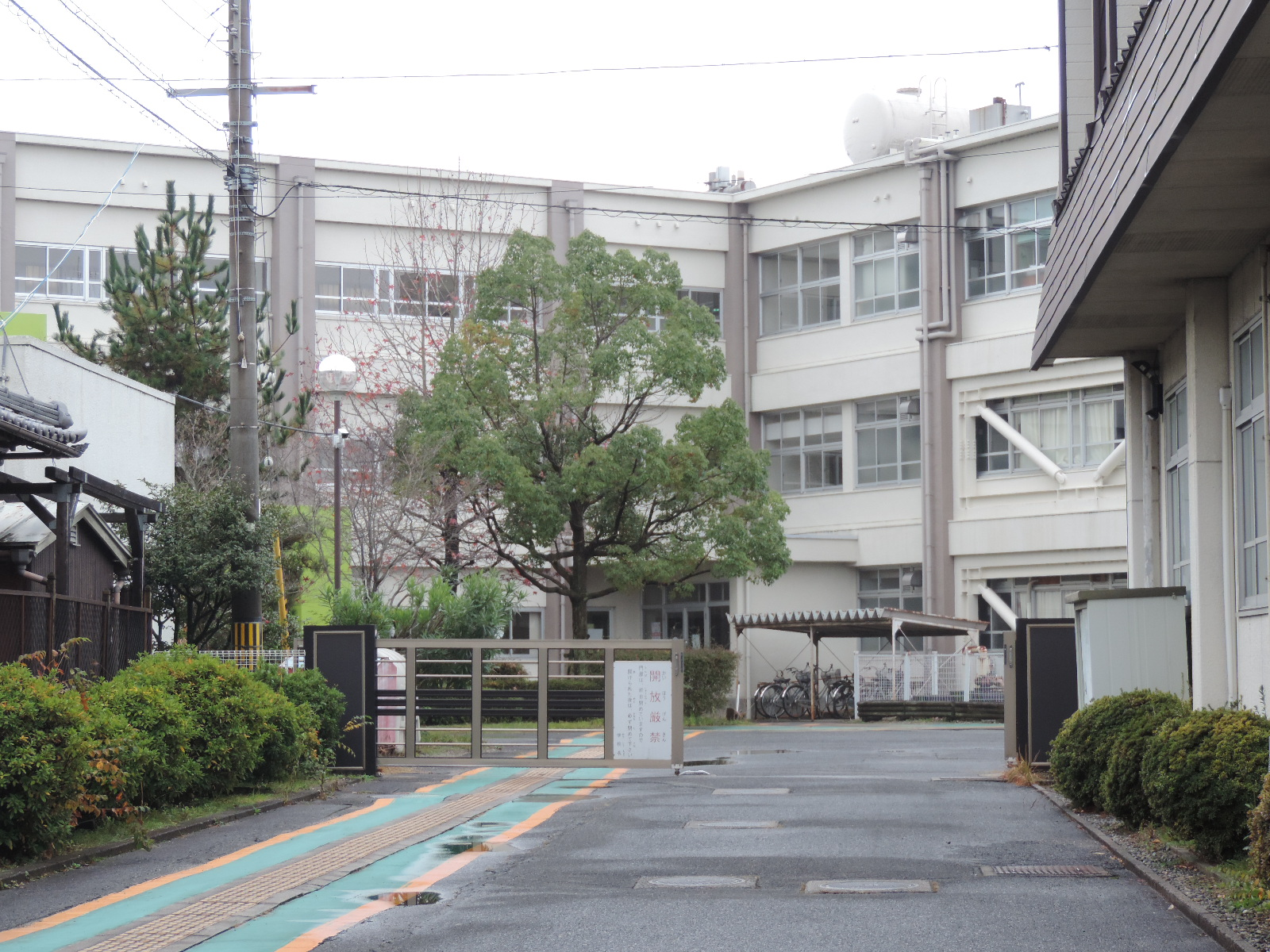
縣立聾話學校

## 姊妹、友好城市

### 海外
- 伯明罕（美國密西根州）
兩地於1976年締結為姊妹都市。
- 衡陽市（中國湖南省）
兩地於1992年10月7日締結為友好都市。[5]

## 外部連結
- （日語） 栗東市觀光物產協會 （页面存档备份，存于）